# Tokimeki Midnight
Tokimeki Midnight (ときめきミッドナイト) é um mangá criado por Koi Ikeno em 2002, a mesma autora de Tokimeki Tonight de 1982.
Apesar dos títulos serem parecidos, essas duas obras estão intimamente ligadas, mas não se pode dizer que Tokimeki Midnight é um resultado real de Tokimeki Tonight. Muitos personagens são na verdade os mesmos em ambas as séries, mas na recente a autora se diverte e embaralha as cartas na mesa. As características físicas e psicológicas, tal como as origens dos personagens, foram de fato mudadas e o enredo não foi modificado. Esta série pode ser considerada um remake da primeira anterior, mas que também pode ser lida sem nunca ter conhecido a série anterior, embora haja referências que a autor coloque nas caricaturas acenando para os leitores antigos.

## Enredo
Em Tokimeki Midnight, Ranze Eto, é uma estudante do liceu, e tem cabelos loiros, e a filha de um escritor que não tem dinheiro, e escreve romances de ficção científica que acredita na existência de um mundo paralelo chamado Mundo Mágico. Ninguém dá crédito a esta sua teoria absurda, mas será a própria Ranze que terá que pensar novamente quando conhecer Shun, o príncipe deste mundo, exilado por seu pai.
No primeiro Volume Ranze é noiva de um colega chamado Aron Makabe, que acaba por ser o irmão gémeo de Shun, que foi chutado no nascimento de seu mundo para uma antiga superstição, e está inconsciente de suas verdadeiras origens. Shun vai à Terra para matá-lo, mas em breve vai mudar seus planos, assumindo o controle de todos os habitantes da caça do Mundo Mágico que vivem entre os humanos sem respeitar a regra de não usar seus poderes. Ele vai ser ajudado nesta tarefa por Ranze, escolhida como a guardiã do anel quando o príncipe fecha seus poderes quando não usa.

## Internacional
Apesar do mangá nunca ter sido publicado nos países lusófonos, o mangá foi publicado na Itália pela editora Star Comics sob o título de Batticuore a mezzanotte - Ransie la strega.